# Nijisanji
Nijisanji (tiếng Nhật: にじさんじ) là một công ty quản lý tài năng YouTuber ảo thuộc sở hữu của AnyColor Inc. (trước đây là Ichikara Inc., được thay đổi vào ngày 17 tháng 5 năm 2021). Các thành viên Nijisanji được gọi là Virtual Livers hoặc Livers và trong các buổi phát trực tiếp, thông thường nội dung chủ yếu là chơi trò chơi điện tử, ca hát hoặc trò chuyện với khán giả.
Được quản lý bởi AnyColor Inc., Nijisanji bắt đầu hoạt động tại Nhật Bản từ tháng 2 năm 2018. Công ty đã góp phần phổ biến việc sử dụng mô hình Live2D [en] thay cho định dạng 3D đồng thời cũng chuyển hướng sang phát trực tiếp thay vì video và clip vốn là tiêu chuẩn cho những VTuber như Kizuna Ai. Mấu chốt của Nijisanji là ứng dụng nhận dạng khuôn mặt tùy chỉnh của họ. Bằng việc sử dụng tính năng Animoji [en] của iPhone X để ghi lại biểu cảm khuôn mặt nhằm tạo hình ảnh động cho hình đại diện Live2D.
Kể từ năm 2019, Nijisanji đã mở rộng hoạt động ra các thị trường khác như Trung Quốc, Indonesia, Hàn Quốc, và các quốc gia nói tiếng Anh. Tính đến tháng 6 năm 2023, Nijisanji có tổng cộng 224 thành viên (bao gồm các chi nhánh khác nhau của Nijisanji và các chương trình hợp tác. Trong đó có, 124 thành viên Nijisanji JP; 32 thành viên Nijisanji EN và 45; 10 thành viên Nijisanji ID; 12 thành viên Nijisanji KR và 45 thành viên thuộc dự án VirtualReal, một dự án liên doanh giữa Bilibili và AnyColor Inc.). Hyakumantenbara Salome, một VTuber thuộc Nijisanji JP hiện là người giữ kỷ lục thế giới về thành tích là VTuber đạt 1 triệu lượt đăng ký trên YouTube nhanh nhất mọi thời đại, chỉ trong chưa đầy 14 ngày.

## Thành viên
Các thành viên của Nijisanji thường được gọi là Virtual Livers hoặc Livers, một từ ghép của từ "live streamer" ("Người phát trực tiếp") trong tiếng Anh và họ thường chủ yếu phát trực tiếp trên YouTube. Những nội dung điển hình trong mỗi buổi phát trực tiếp thường là  chơi trò chơi điện tử, ca hát hoặc trò chuyện với khán giả. Theo thời gian, một số Livers có thể nhận được hàng hóa như Nendoroid hoặc nút cài  cho các ngày kỷ niệm hoặc những sự kiện đặc biệt.

## Sự kiện
- Nijisanji Music Festival ~ Powered by DMM music ~ (2 tháng 10, 2019)[22]
- Virtual to LIVE tại Ryōgoku Kokugikan (8 tháng 12, 2019)[23]
- Nijisanji Anniversary Festival 2021 Eve Festival feat. FLOW (27 - 28 tháng 2, 2021)[24]
  - Nijisanji JAPAN TOUR 2020 "Shout in the Rainbow! Tokyo Revenge Performance" (27 tháng 2, 2021) - tại Tokyo Big Sight, Ariake, Tokyo. Buổi hòa nhạc trực tiếp được phát trực tuyến và hạn chế khá giả do những hạn chế do dịch COVID-19.
- NIJISANJI AR STAGE "LIGHT UP TONES" (31 tháng 7 - 1 tháng 8 năm 2021)[25][26]
- NIJISANJI tổ chúc hai buổi hòa nhạc tại YOKOHAMA Pia Arena MM trong hai ngày 30 và 31 tháng 11 năm 2021:
  - "NIJIROCK NEXT BEAT" (30 tháng 10, 2021);[27]
  - "initial step in NIJISANJI" (31 tháng 10, 2021).[28]